# Musée du Trièves
Le musée du Trièves est situé à Mens, village dans le Sud de l'Isère, au cœur de la région naturelle du Trièves. 
Créé officiellement en 1999 par la communauté de communes de Mens, en association avec le Musée dauphinois et la Conservation du Patrimoine de l'Isère, il est consacré à l'histoire et à la culture locales.

## Historique
Le musée du Trièves occupe le bâtiment qui accueillit jadis une garnison des soldats de Lesdiguières, durant les guerres de Religion au XVIe siècle.
La volonté des Mensois de créer un musée consacré à l’histoire de Mens et du protestantisme a alors émergé et dès 1994, L’Association des Amis du Musée, associée à la municipalité de Mens et au syndicat d’aménagement du Trièves a commencé à travailler sur ce projet de création du musée sur le Trièves et son patrimoine. Il est finalement créé en juillet 1999.
Depuis 2012, c’est le Pôle Culture et Patrimoine de la communauté de communes du Trièves qui assure son fonctionnement en partenariat avec l'Association des Amis du musée du Trièves.
Ce pôle culturel est en lien avec d'autres espaces muséaux du territoire, comme l'espace Giono à Lalley et l'Atelier Gilioli à Saint-Martin-de-la-Cluze.

## Collections
Le musée du Trièves conserve et présente les éléments les plus représentatifs du patrimoine du Trièves, ainsi qu'une approche plus tournée sur la compréhension de ce territoire, pour favoriser sa découverte.
À l'intérieur, se trouvent des collections permanentes, des expositions temporaires, ainsi qu'une programmation culturelle riche pour rendre le lieu ouvert et vivant.
Il est divisé en trois niveaux : le rez-de-chaussée (accueil du territoire avec les éléments clés de celui-ci), le premier étage (qui présente les faits historiques sur le peuplement du Trièves, son patrimoine), et le deuxième étage qui accueille les expositions temporaires.
Tous les objets présentés au musée sont issus de vestiges archéologiques, de la vie quotidienne, de l'artisanat, de l'agriculture, de la vie religieuse catholique et protestante.

### Au rez-de-chaussée
Une carte murale permet d’avoir une vision d’ensemble du territoire et de sa géographie.
- Le mont Aiguille : montagne emblématique du Trièves et du Vercors
- Les paysages du Trièves alliant harmonieusement une nature préservée et les activités humaines
- Les religions : catholique et protestante
- Les artistes : Jean Giono, Édith Berger et Émile Gilioli

### Au premier étage
- La Préhistoire, la période gallo-romaine, le Moyen Âge, le Trièves catholique, le Trièves protestant, la résistance, le patrimoine rural et la vie domestique.

### Second étage
- Réservé aux expositions temporaires.

## Expositions passées
- Édith Berger, peintre du Trièves, de juin à octobre 2000
- Christophe Gonnet : Le Jardin de Sinard (Hommage au mont Ménil), de décembre 1999 à décembre 2000
- Au fil du Chanvre...en Trièves, de Décembre 2000 à octobre 2001
- La famille payan pendant la Grande Guerre, de novembre 2002 à mars 2003
- Le Trièves et les gants, en mai 2003
- Le Trièves d'Édith Berger, de juin 2004 à janvier 2005
- Une année à Roissard, une mémoire pour les prochaines générations. Photographies par Emmanuel Breteau, du 15 janvier au 15 mai 2005
- Pierre Richard Willm, Mensois, artiste, esthète et romantique, de juin 2005 à janvier 2006
- Fer et Savoirs-Faire en Trièves, 2007
- La Vannerie, 2008-2009
- Voie de communication et paysage en Trièves, 2010-2011
- Les Eaux utiles en Trièves, 2012-2013
- Le Trièves pendant la guerre de 14-18 de avril 2014 à novembre 2014
- Châteaux en Trièves,  mai 2022 - novembre 2023[6].